# Le Talisman, l'Aven au Bois d'Amour
Pour les articles homonymes, voir Talisman (homonymie).
Le Talisman, l'Aven au Bois d'Amour est un tableau du peintre français Paul Sérusier, peint en 1888. L'œuvre devient le manifeste fondateur des nabis,  mouvement artistique postimpressionniste d'avant-garde.

## Histoire du tableau
Paul Sérusier est en vacances en Bretagne, à Concarneau, où il croise quelques artistes de l'École de Pont-Aven, dont Paul Gauguin. Celui-ci, sollicité par Sérusier, lui propose de lui présenter les choix picturaux de leur mouvement artistique, et notamment du synthétisme, terme imaginé par les membres de ce mouvement pour se différencier des impressionnistes. 
Sous ses conseils, Sérusier réalise cette œuvre, en quelques minutes, sur le couvercle d'une boîte de cigare, représentant le paysage d'un petit bois, appelé le Bois d'Amour : « Comment voyez-vous cet arbre ? Il est bien vert ? Mettez donc du vert, le plus beau vert de votre palette ; et cette ombre, plutôt bleue ? Ne craignez pas de la peindre aussi bleue que possible », l'exhorte Gauguin,. Gauguin veut ôter à Sérusier toute envie de copier la nature, l'inciter à exagérer sa perception et à se libérer des contraintes du réalisme. Le tableau porte au dos l'inscription : « Fait en octobre 1888, sous la direction de Gauguin par P. Serusier Pont-Aven ».
Paul Sérusier, revenu à Paris pour la rentrée, après ses vacances, montre et explique l'approche à ses amis artistes. Ce tableau est offert par Sérusier à son ami peintre Maurice Denis. 
Cette huile sur bois d'un paysage,  de dimensions très modestes (27 × 21,5 cm), devient le manifeste fondateur des nabis, par le commentaire qu'en fait Maurice Denis en 1890 :

« Un tableau est essentiellement une surface plane, recouverte de couleurs, en un certain ordre assemblées. »

Le groupe des nabis comporte alors, notamment, Maurice Denis, Paul Sérusier, Pierre Bonnard, Henri-Gabriel Ibels et Paul-Élie Ranson.
Le tableau, appelé initialement Paysage au Bois d'Amour, devient, en tant que manifeste des Nabis, Le Talisman,. 
Il est conservé au musée d'Orsay, à Paris, après être passé par le musée d'art moderne de Paris.

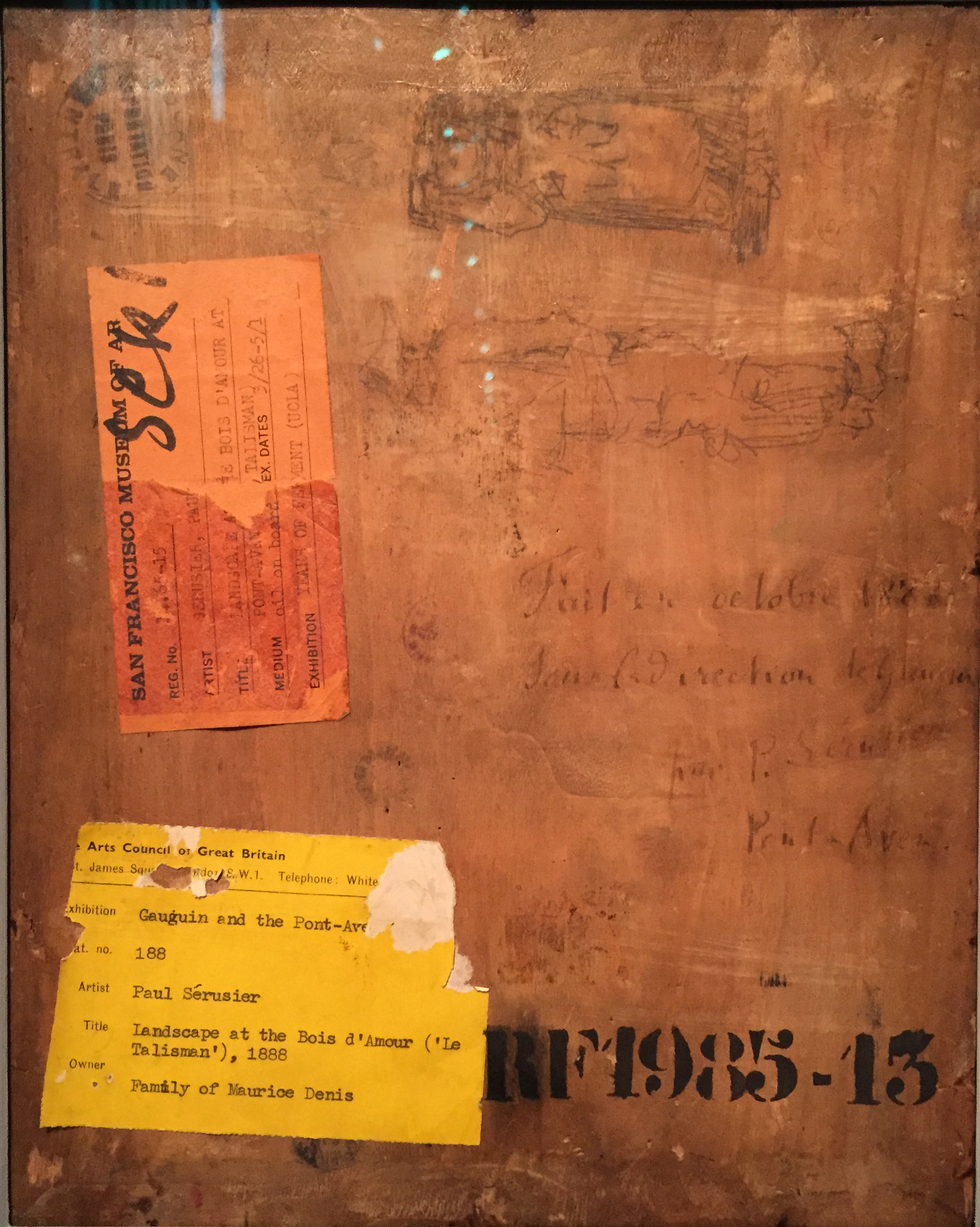
Dos du tableau, avec l'inscription.